# Kassák és a MADI
Hanglemez, Sáry László és Sáry Bánk felvétele a Nemzetközi Mobil MADI Múzeum kiadásában (2005).

## A felvétel megszületése
A Nemzetközi Mobil MADI Múzeum 2002-ben, Kassák Lajos születésének 115., halálának 35. évfordulóján kiállításokat, koncerteket és művészeti konferenciákat szervezett a Mesterre emlékezve több közép-kelet európai helyszínen (Pozsony, Érsekújvár, Budapest). A rendezvénysorozat címe „Kassák és a MADI ma” volt.
A Pozsonyban a Zichy Palotában (Ventúrska 9.) ennek keretében került sor Sáry László és Sáry Bánk koncertjére, melyen saját szerzeményeiket adták elő Jónás Krisztina és Gyöngyössy Zoltán közreműködésével. A koncertet a közönség kitörő lelkesedéssel fogadta.
Egy évvel később a Nemzetközi Mobil MADI Múzeum a párizsi Magyar Intézetben magyar MADI művészek munkáit mutatta be. Sáry László ebből az alkalomból „Points and Line” című kompozícióját az akkor 90 éves, a MADI művészeti mozgalmat megalapító és irányító Carmelo Arden Quinnek ajánlotta.
A felvételek rögzítésére 2005. június 13-án, a Hungaroton Studióban került sor.

## Közreműködők
Sáry László (1, 4, 5, 7, 8) piano

Sáry Bánk (1, 3, 6, 8) piano

Jónás Krisztina (1, 2, 4, 6, 8) szoprán

Gyöngyössy Zoltán (1, 2, 3, 5, 6, 8) fuvola
Hangmérnök: Nyerges András Imre

Borító: Saxon-Szász János

## Tartalom
MADICD05 Program 42’46”
Kassák és a MADI CD

Sáry László és Sáry Bánk felvétele
1. Points and lines for Arden Quin (2003) 1’44”

2. Magnificat (1986) 7’44”

3. Bells (1997) 3’23”

4. Psalmus (1972) 5’56”

5. Hommage à Kassák (2002) 11’50”

6. Dream of sounds (1998) 4’06“

7. Souvenir (1987) 3’49”

8. Gloria (2001) 4’18”

## Sáry László tanulmánya
Sáry László a lemez megjelenése után több előadást is tartott. Ezek összefoglalója a MADI art periodical művészeti folyóirat No4-es számában jelent meg Egy akkordsor forgatókönyve címmel.
Részlet a tanulmányból: „Egyébként Ligetinek volt a múlt héten egy fontos megjegyzése: arról beszéltem, milyen bartókos a logikája a Freud Álomkönyvnek, és akkor rámkérdezett: muszáj-e, hogy minden annyira logikus és felépített legyen? Nem lehet-e egy embernek három keze, öt feje? És, hogy általában a kompozícióinkban ezt a Kodály-magyar igényt érzi, hogy füle-farka legyen mindennek. Ezen el lehet gondolkodni, igaz?”
A tanulmány a műalkotás fogalmát és célját, a művészet funkcióját, hasznosságát, az egyéni stílus és eredetiség, a kreativitás kérdését, valamint a korszerűség és konzervativizmus kapcsolatát elemzi.

## Értékelés
A hanglemez egyszerre emlékezés Kassákra, tisztelgés Carmelo Arden Quin előtt, és összefoglalója két nagyszerű magyar muzsikus több évtizedes alkotómunkájának: a modern magyar zene egyre ritkább, egyre becsesebb szép példája.
„Ez a hanglemez a Kassákot és Carmelo Arden Quin-t összekötő kreatív művészet határait kiterjesztette a zene világára is.” – Dárdai Zsuzsa művészetkritikus, 2005.